# Луковка (Волынская область)
Луковка (укр. Луківка) — село в Поворской сельской общине Ковельского района Волынской области Украины.
Код КОАТУУ — 0722183203. Население по переписи 2001 года составляет 247 человек. Почтовый индекс — 45045. Телефонный код — 3352. Занимает площадь 1,52 км².